# Elleholms församling
Elleholms församling var en församling i Listers och Bräkne kontrakt, Lunds stift och Karlshamns kommun. Den uppgick 2006 i Mörrum-Elleholms församling.
Församlingskyrka var Elleholms kyrka. 

## Administrativ historik
Församlingen har medeltida ursprung.
Församlingen bildade pastorat med Mörrums församling.
Församlingen uppgick 2006 i Mörrum-Elleholms församling.
Församlingskod var 108207. 